# 経済財政政策
経済財政政策（けいざいざいせいせいさく）は、産業、財政、金融、貿易、雇用等の各分野における個別の政策が全体として整合的なものになるように誘導し、経済全体の均衡のとれた成長、高い効率性、公正な分配、世界経済との協調を目指すものである。

## 組織
重要政策に関する会議
- 経済財政諮問会議

政策統括官
- 内閣府政策統括官（経済財政運営担当）
- 内閣府政策統括官（経済社会システム担当）

施設等機関
- 経済社会総合研究所

経済財政政策に関する役職
- 経済財政政策担当大臣

経済財政政策に関する報告書
- 経済白書 - 経済財政白書

## 費用
2025年度の一般会計の経済財政政策費は8億3635万5000円であり、そのうち景気動向調査費に1億7147万8000円、民間資金等活用事業（PFI）費に1億5262億3000円を充てている。